# Hoplophryne
Hoplophryne is een geslacht van kikkers uit de familie smalbekkikkers (Microhylidae). De groep werd voor het eerst wetenschappelijk beschreven door Thomas Barbour en Arthur Loveridge in 1928.

Er zijn twee soorten die voorkomen in Afrika en endemisch zijn in Tanzania.

## Taxonomie
Geslacht Hoplophryne
- Soort Hoplophryne rogersi
- Soort Hoplophryne uluguruensis

Hoplophryne · 
Parhoplophryne